# Andrews McMeel Syndication
Andrews McMeel Syndication est la filiale de syndication du conglomérat médiatique américain  Andrews McMeel Universal (en). Elle diffuse des comic strips (Calvin et Hobbes, Cul de Sac, For Better or For Worse, Garfield, etc.), des dessins de presse, des jeux, des éditoriaux, des rubriques écrites, etc.
Créée en 1970 par John McMeel et Jim Andrews sous le nom Universal Press Syndicate afin de diffuser dans les journaux le comic strip Doonesbury de Garry Trudeau, Universal Press Syndicate s'est ensuite rapidement développée et diversifiée. En 2009, Andrew McMeel Universal consolide Universal Press Syndicate avec Uclick, sa filiale de divertissement sur Internet. La société prend alors le nom Universal Uclick. En 2011, Universal Uclick rachète United Feature Syndicate, ce qui lui permet de devenir le premier diffuseur américain de comic strips, devant King Features Syndicate. En 2017, elle prend son nom actuel.